# Túl az Óperencián
A Túl az Óperencián (eredeti cím: Far and Away) egy 1992-es amerikai romantikus film, az egykori sztárpár Tom Cruise és Nicole Kidman főszereplésével.

## Történet
A 19. századi Írországban a kizsákmányolt parasztok sorra lázadnak fel uraik ellen. Joseph meg akarja gyilkolni a gazdát, Daniel Christie-t, de szándéka megváltozik, amikor megismeri a család elkényeztetett lányát. Shannon el akar szabadulni otthonról, hogy önálló életet kezdhessen, a parasztfiú leghőbb vágya pedig egy darabka saját föld. A két fiatal felismeri, hogy közösek az érdekeik, s együtt próbálnak szerencsét Amerikában.

## Szereplők
| Szerep           | Színész         | Magyar hang       |
| ---------------- | --------------- | ----------------- |
| Joseph Donnelly  | Tom Cruise      | Boros Zoltán      |
| Shannon Christie | Nicole Kidman   | Györgyi Anna      |
| Steven Chase     | Thomas Gibson   | Pogány György     |
| Daniel Christie  | Robert Prosky   | Kisfalussy Bálint |
| Nora Christie    | Barbara Babcock | Jani Ildikó       |

## Díjak, jelölések
| Év   | Díj             | Kategória             | Jelölt                        | Eredmény |
| ---- | --------------- | --------------------- | ----------------------------- | -------- |
| 1993 | MTV Movie Award | Legjobb akció jelenet | oklahomai földfoglaló verseny | Jelölve  |
| 1993 | MTV Movie Award | Legjobb filmes páros  | Tom Cruise Nicole Kidman      | Jelölve  |
| 1993 | Razzie Award    | Legrosszabb betétdal  | Enya Roma Ryan Book of Days   | Jelölve  |